# Shan-shan Sun
Shan-shan Sun (* 1973 in Wuhan) ist eine chinesische Pianistin.

## Leben
Ihren ersten Unterricht erhielt sie von ihrer Mutter, die viele Jahre als Pianistin im Qintai Grand Theatre tätig war, dem Opernhaus von Wuhan. Bereits mit sechs Jahren gab sie ihr öffentliches Debüt, mit neun Jahren wurde sie in die Musikhochschule Shanghai aufgenommen.
1991 übersiedelte sie in die USA und setzte ihre Studien am Cleveland Institute of Music fort. Dort lernte sie 1997 den schwedischen Pianisten Per Tengstrand kennen, mit dem sie später ein Klavierduo gründete. 2003 gaben beide ihr gemeinsames Debüt und gewannen im Dezember desselben Jahres den 1. Preis beim Murray Dranoff International Two Piano Competition in Miami, Florida. 2005 heirateten sie.
Als Solistin erhielt Shan-shan Sun Preise beim Darius Milhaud Competition, beim Nina Wideman Piano Competition und beim South Orange Symphony Artist Competition. Daneben konzertierte sie in zahlreichen Ländern und veröffentlichte mehrere CDs, darunter eine vielbeachtete Einspielung mit äußerst virtuosen Werken des ukrainischen Komponisten Nikolai Kapustin, die vom Jazz inspiriert sind.
Sie lebt mit ihrem Mann in Princeton, New Jersey.

## Diskographie (Auswahl)
- Peter Tschaikowski, Sergej Rachmaninoff und Anton Arenski, Werke für zwei Klaviere (mit Per Tengstrand) – 2007
- Nikolai Kapustin, Etudes & Preludes in Jazz Style Op. 40 & 53; Lowell Liebermann, Gargoyles Op. 29 (Solo) – 2009